# Oldemburgo (cavalo)
Oldenburg é uma raça de cavalos de origem alemã. Foi usado diversas vezes em batalhas e também usado como um cavalo de carruagem. Ele é dócil e amadurece rapidamente, tem dorso forte e seus membros são curtos, mas com muitos ossos.
É o mais pesado dos warmbloods alemães. Foi desenvolvido originalmente para carruagens, pensado-se em cavalos fortes.